# Artemisinin
Artemisinin, còn được gọi là Thanh hao tố (tiếng Trung: 青蒿素) và các dẫn xuất của nó là một nhóm các loại thuốc có tác dụng chống lại bệnh sốt rét Plasmodium falciparum. Phương pháp điều trị có chứa một dẫn xuất của artemisinin (liệu pháp tổ hợp artemisinin, ACT) hiện đang là phương pháp điều trị chuẩn trên toàn thế giới đối với P. falciparum. Artemisinin được phân lập từ Artemisia annua - tức cây thanh hao hoa vàng, một loại thảo dược được sử dụng trong y học cổ truyền Trung Quốc. Nó hiện nay cũng có thể được sản xuất bằng cách sử dụng nấm men biến đổi gen.

## Lịch sử
Nhà khoa học người Trung Quốc Đồ U U đã cô lập được Artemisinin vào đầu thập niên 1970 và trong các thập niên sau đó đã chứng minh được hiệu quả của chất này chống lại bệnh sốt rét. Vì vậy, 2011 bà được trao giải thưởng Albert Lasker Award for Clinical Medical Research và Giải Nobel Sinh lý học và Y khoa năm 2015